# نظریه سلول

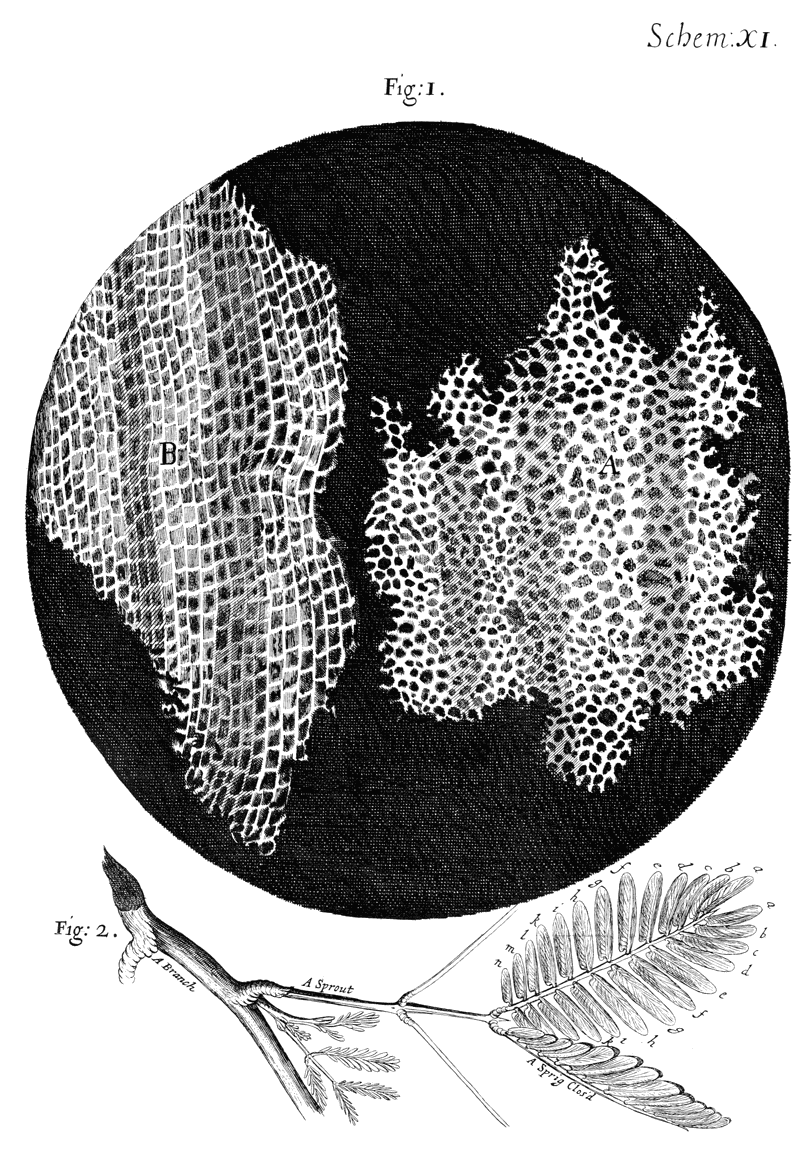
نخستین طرح‌هایی که از مشاهدهٔ سلولٔ جانداران رسم شد.

یکی از مفاهیم بنیادین زیست‌شناسی نظریهٔ یاخته یا نظریهٔ سلولی (به انگلیسی: cell theory) است که بنا بر آن تمام موجودات زنده (جانوران-گیاهان-تک‌یاختگان) از سلول و فراورده‌های فعالیت سلول پدید آمده‌اند. این نظریه با پژوهش‌های بسیاری که در سدهٔ نوزدهم توسط پژوهشگرانی مانند دوتروشه (در سال ۱۸۲۴)، تورپن (در سال ۱۸۲۶) انجام شد شکل گرفت و کمی پس از طرح آن مشخص شد که هر سلول از تقسیم سلول‌ای پیش از خود پدید می‌آید. پس از چندی، نشان داده شد که همانندی‌های اساسی در فعالیت‌های سوخت‌وسازی همهٔ سلول‌ها وجود دارد و فعالیت جاندار روی‌هم‌رفته نتیجهٔ مجموع فعالیت‌ها و برهم‌کنش واحدهای سلول‌ای سازندهٔ آن است.
نظریهٔ سلول تأثیر زیادی بر همهٔ زمینه‌های پژوهشی زیستی داشته است. پیشرفت و تکامل زیست‌شناسی سلول‌ای در سدهٔ بیستم به دو دلیل عمده بوده است:
- افزایش حد تفکیک وسایل تجزیه که مهم‌ترین آن‌ها میکروسکوپ الکترونی و فنون مربوط به پراکندگی پرتو ایکس می‌باشد.
- نزدیکی سلول‌شناسی با رشته‌های دیگر پژوهش زیستی به ویژه با ژنتیک، فیزیولوژی و زیست‌شیمی که سرانجام به از میان رفتن مرزهای ساختگی این علوم و ایجاد دانشی بر پایهٔ ساختمان مولکولی سلول انجامید.

## تاریخچه
فلاسفه و طبیعی‌دانان قدیم به ویژه ارسطو در عهد باستان، به این نتیجه رسید که جانوران و گیاهان، با همه پیچیدگی که در سازمانشان وجود دارد، تنها از تعداد کمی از اجزایی که در هر یک از آن‌ها تکرار شده، ساخته شده‌اند. با اختراع عدسیهای بزرگ در سال (۱۶۶۵)، «رابرت هوک» برشهای چوب پنبه‌ای ساختمان سلولی را کشف کرد. در همان زمان «آنتون لون هوک» با میکروسکوپ ساده خود موجودات تک سلولی را در آب راکد مشاهده کرد.
اعتبار توسعه نظریه سلولی معمولاً به دو دانشمند  قرن نوزدهمی داده می شود: تئودور شوان و ماتیاس یاکوب شلایدن. «شلایدن» و «شوان» در سال (۱۸۳۹)، نظریات خود را به صورت نظریه سلولی ارائه دادند که بر اساس آن کلیه موجودات زنده از واحدهای ساختمانی به اسم سلول ساخته شده‌اند. از حدود سال ۱۹۵۰ روشهای مشاهده سلولها با میکروسکوپ الکترونی دقیق‌تر شد و به تدریج فرا ساختار سلولی مشخص گردید و نتایج بدست آمده، تصورات پژوهشگران را در مورد طرز کار سلول متحول ساخت.